# Ensanche de La Coruña

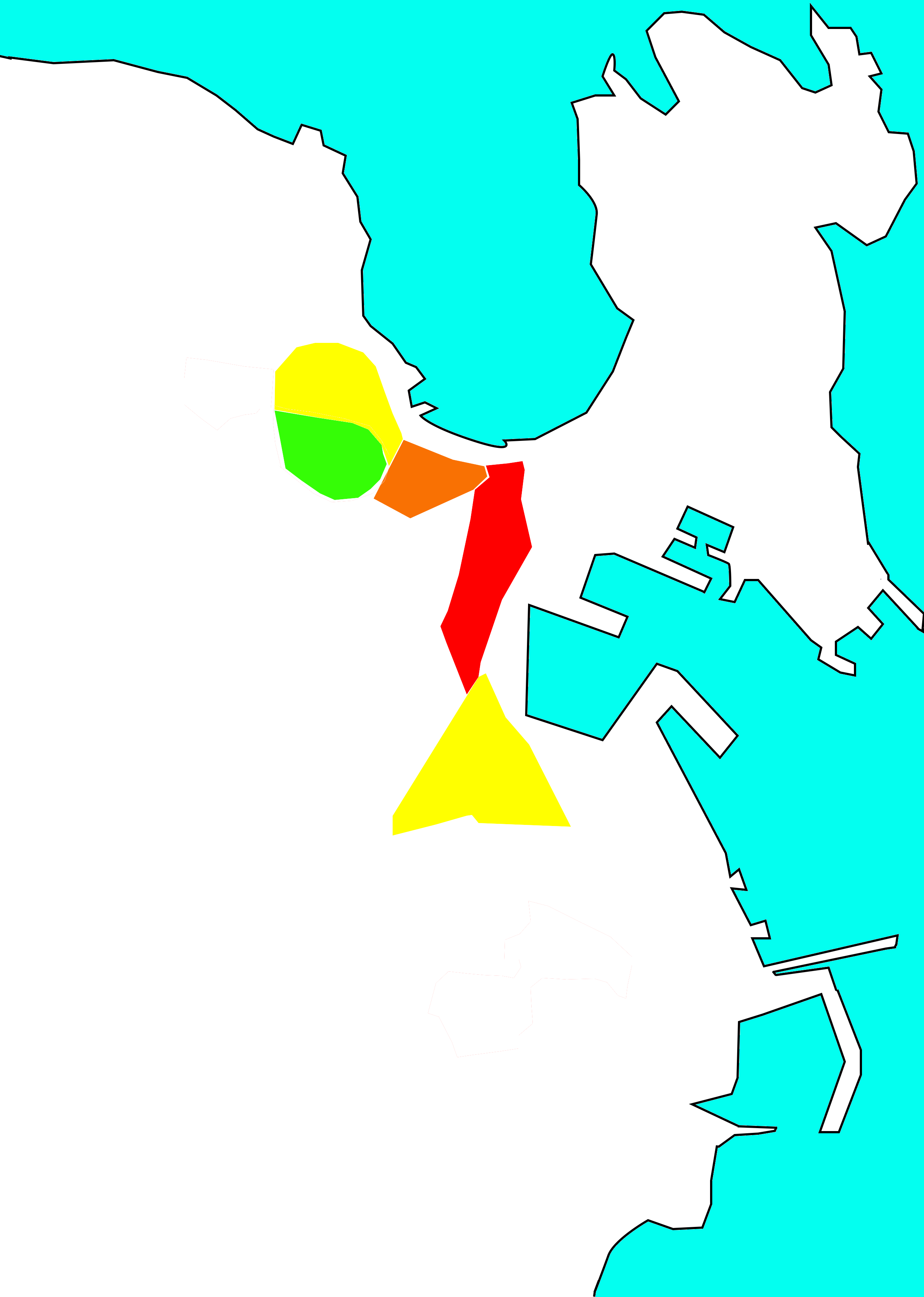
Situación del primer ensanche (rojo) y del ensanche de Riazor (naranja) en La Coruña. En amarillo, las zonas previstas en el segundo ensanche y en verde, la Ciudad Jardín.

El Ensanche es una zona de La Coruña compuesta por las ampliaciones sucesivas de la ciudad fuera del centro histórico.

## Historia

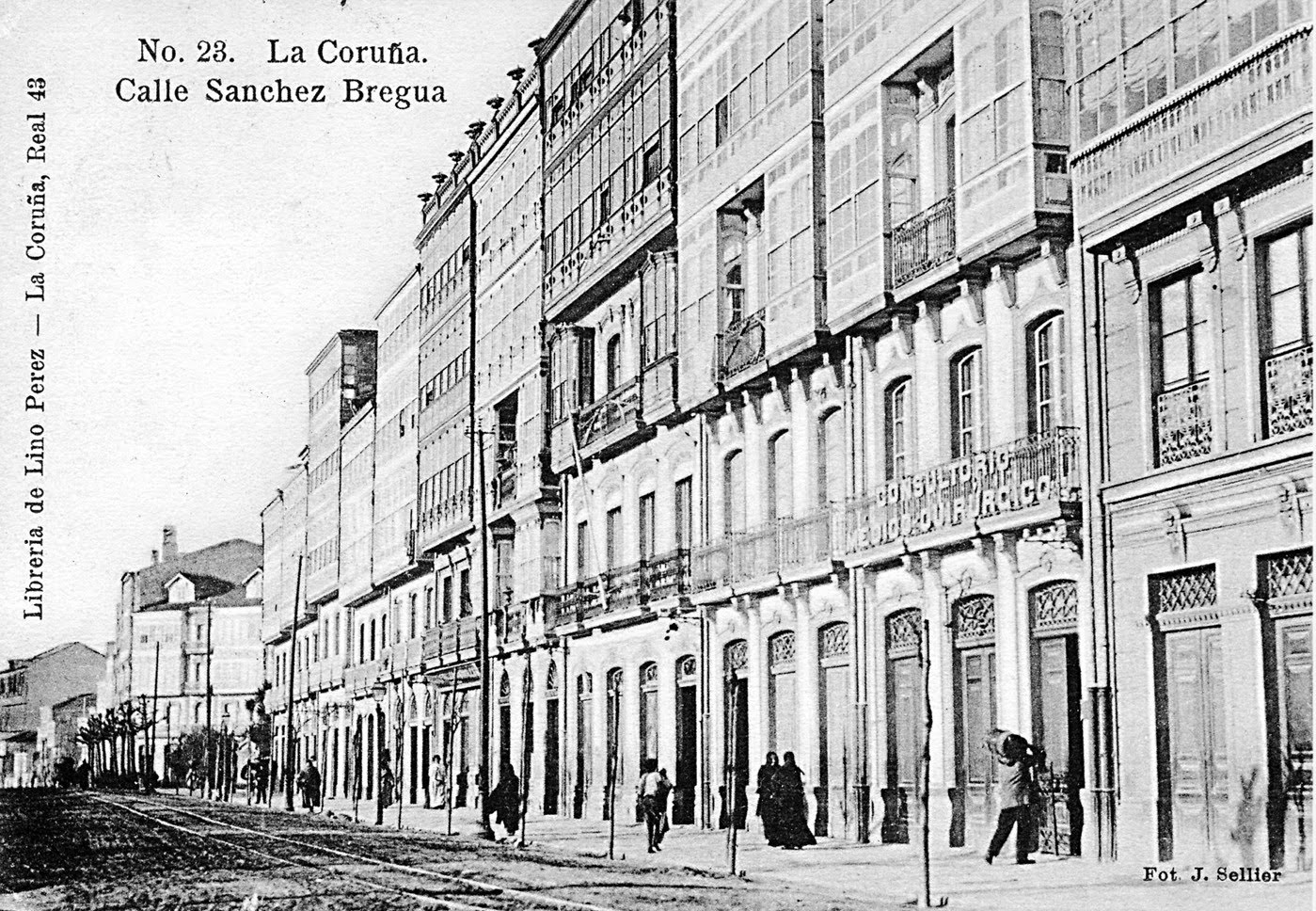
La Calle Sánchez Bregua en torno a 1906.

A finales del siglo XIX, debido al crecimiento de la población de la ciudad, se decidió la ordenación del plano y su ampliación. Las zonas escogidas fueron el Campo de Carballo, donde en 1869 se derribaron las murallas frente a la Pescadería, y los Huertos de Garás.
El primer ensanche, entre la Calle Juan Flórez y Garás, fue propuesto en 1878 y aprobado en 1885 según el proyecto del arquitecto municipal Juan de Ciórraga. Se terminó de urbanizar en las décadas de 1930 y 1940 con la construcción de los edificios que rodean la Plaza de Vigo.
Propuesto el concurso en 1903, el proyecto del segundo ensanche de Pan de Soraluce y Pedro Mariño se publicó en 1907 y tras recibir varias alegaciones fue aprobado el 24 de mayo de 1910. El proyecto incluía espacios industriales y colonias de obreros, además de grandes parques. Por primera vez proponía la urbanización de Riazor y San Roque, además de extenderse hasta la antigua estación de ferrocarril. Sin embargo, se llevaron a cabo pocas de las propuestas del segundo ensanche, y las que se hicieron en general fueron solo algunos planes de alineaciones. Sobre el proyecto de un gran parque se creó la Ciudad Jardín, y la zona comprendida entre la Avenida de Fisterra, la Avenida de Bos Aires y la Ciudad Jardín fue modificada en 1935, creando la Plaza Maestro Mateo. La construcción del Estadio de Riazor también transformó esta zona, que finalmente se convirtió en la Ciudad Escolar.

## Descripción
Las manzanas del ensanche son parcelas rectangulares situadas entre calles que se cortan perpendicularmente. En el proyecto original del primer ensanche se tuvo en cuenta la orientación de los vientos habituales en la ciudad.
En el primer ensanche se estableció parte de la burguesía de La Coruña, lo que dio lugar a la existencia de edificios de interés de estilo modernista, como los que se encuentran en la Plaza de Lugo o en la Calle Ferrol.